# بخات علوان
بخات علوان(کرخه)، روستایی در عبدالخان از توابع بخش شاوور شهرستان کرخه در استان خوزستان ایران است.

## جمعیت
این روستا در دهستان آهودشت قرار دارد و براساس سرشماری مرکز آمار ایران در سال ۱۳۸۵، جمعیت آن ۹۹ نفر (۱۸خانوار) بوده‌است.